# Marc Ellis
Pour les articles homonymes, voir Ellis.
Pas d'image ? Cliquez ici

a Compétitions nationales et continentales officielles uniquement.

b Matchs officiels uniquement.
Dernière mise à jour le 24 juin 2011.
Marc Ellis (nom complet Marc Christopher Gwynne Ellis), né le 8 octobre 1971 à Wellington, est un ancien joueur de rugby à XV néo-zélandais. Il évoluait au poste de trois-quarts aile avec les All-Blacks  (1,78 m pour 90 kg).

## Carrière
Il eut sa première cape le 20 novembre 1993 jouant contre l'équipe d'Écosse. Sa dernière fut contre l'équipe d'Afrique du Sud, le 24 juin 1995 lors de la Coupe du monde. Il y disputa six matches, marquant sept essais (six contre le Japon), ce qui fait de lui le deuxième marqueur d'essais en Coupe du monde par édition, à égalité avec trois autres joueurs néo-zélandais.
À la fin de la saison 1995, Marc Ellis change de code pour le rugby à XIII dans le club des Warriors. Il apparaît avec les Kiwis lors de cinq tests.
Il retourne au rugby à XV en 1998 et les trois saisons suivantes il dispute 24 matches avec la North Harbour Rugby Union et 20 matches de Super 12 avec les Blues et les Highlanders.

## Palmarès
- Finaliste de la Coupe du monde 1995

## Statistiques

### En équipe nationale
De 1993 à 1995, Marc Ellis compte 8 sélections avec les All-Blacks, inscrivant 55 points. Avec les All Blacks, il dispute une Coupe du monde en 1995.